# Distrito de Brokopondo
Brokopondo es uno de los distritos de la república de Surinam. La capital es la ciudad homónima. Tiene 14.215 habitantes, una extensión de 7.364 km² y una densidad de 1,9 Hab/km². El embalse Brokopondo se sitúa en el distrito. 

## Historia
El distrito fue constituido en 1958. Anteriormente la región se había convertido en el punto de destino de muchos inmigrantes del propio país o del resto mundo debido al descubrimiento de minas auríferas. 
En 1969, y con la intención de diversificar la economía del distrito, se creó una plantación de palmeras con el propósito de obtener aceite de palma. En 1974 junto a dichas plantaciones se construiría una refinería.

## Geografía
Tiene una superficie de 7.364 km², que en términos de extensión corresponde a dos tercios de la extensión de Jamaica. Ocupa el 4,51% del total nacional surinamés.

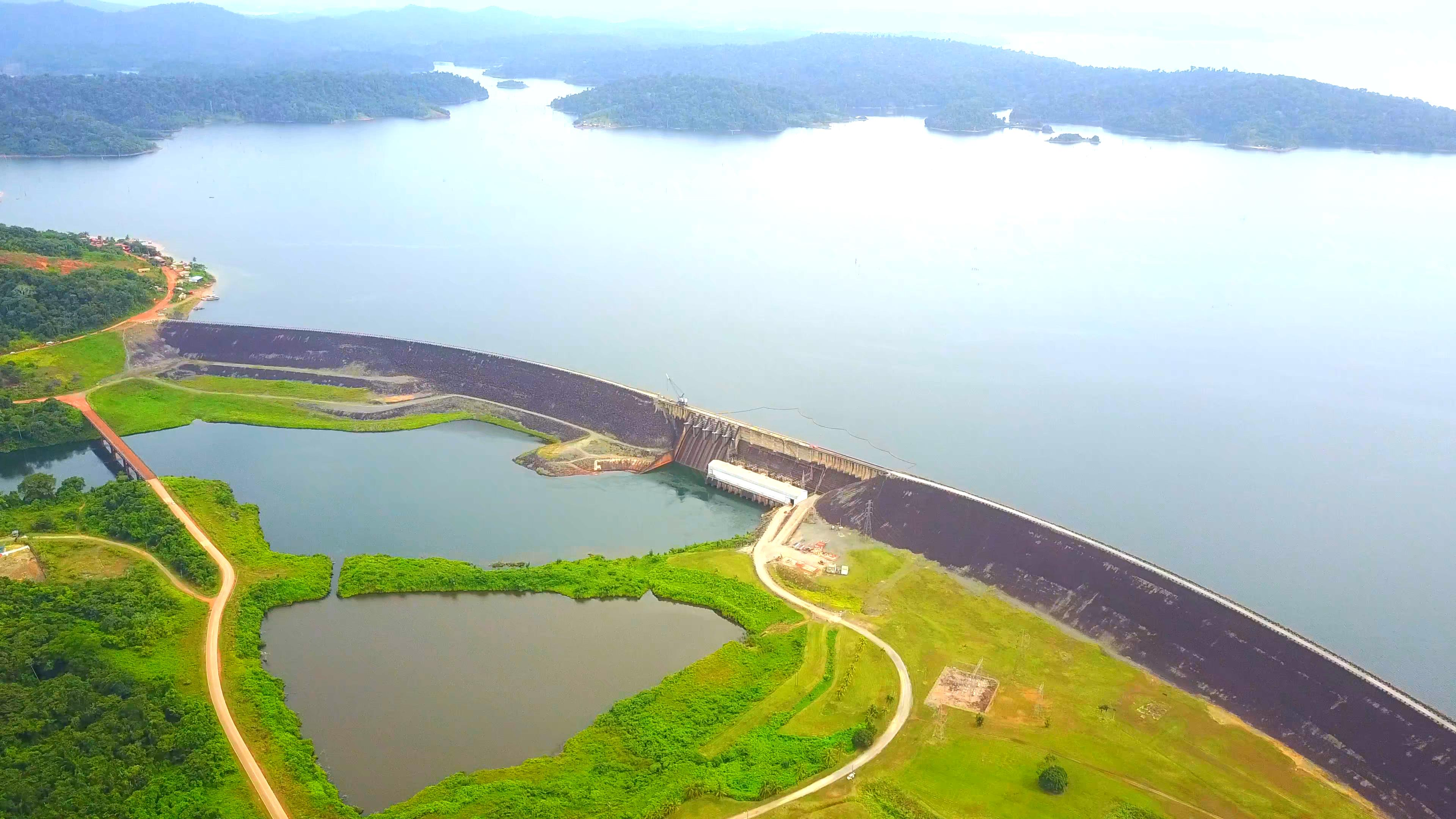
Embalse de Brokopondo

Su característica geográfica más notable es de lejos el embalse Brokopondo, antes conocido como lago Van Blommestein. Fue construido entre 1961 y 1964 con el propósito de proporcionar agua a la industria de procesado de bauxita situada en la capital.
Aparte del embalse, el distrito es conocido por la presencia de numerosas cadenas montañosas, así como de varias cascadas (siendo las más conocidas la de la Princesa Irene y la de Leo).

## División administrativa

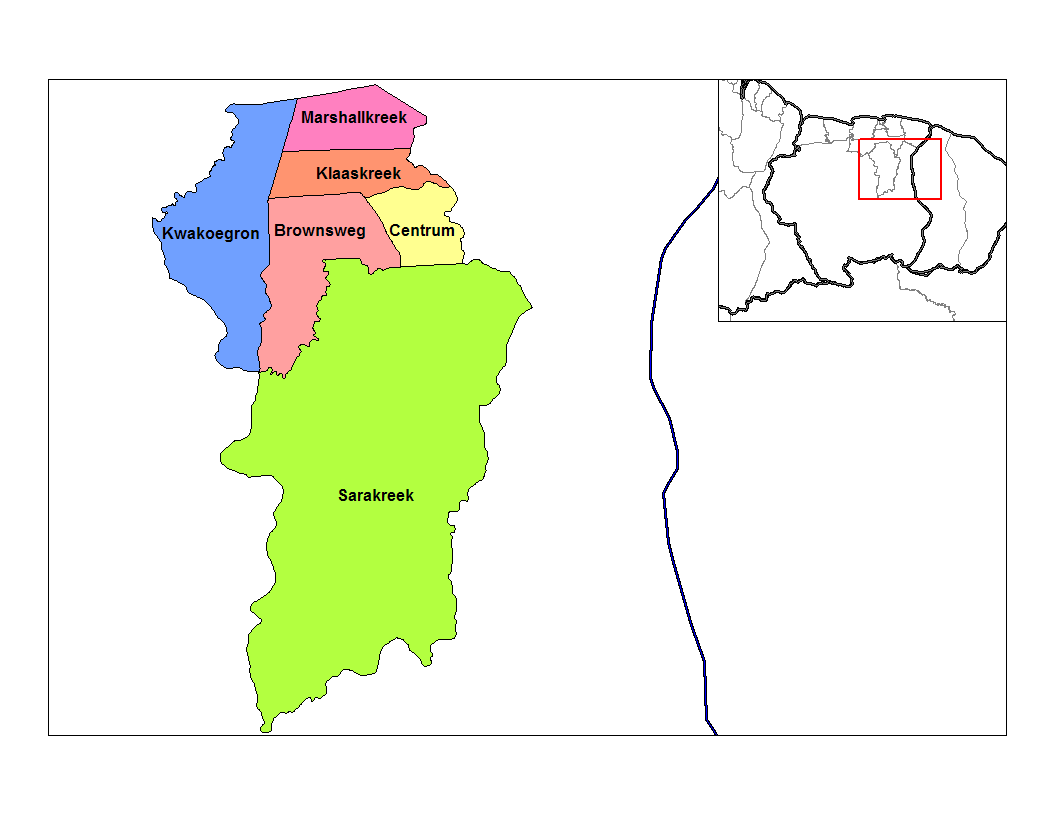
Ressorts de Brokopondo

El distrito está representado en la asamblea nacional a través de tres congresistas, y se encuentra subdividido en seis ressorts:
1. Brownsweg - 2208 habs.
2. Brokopondo - 2302 habs.
3. Klaaskreek - 1267 habs.
4. Kwakoegron - 102 habs.
5. Marshallkreek - 297 habs.
6. Sarakreek - 1064 habs.